# Menècrates d'Esmirna
Menècrates d'Esmirna, en llatí Menecrates, en grec antic Μενεκράτης, fou un poeta grec, autor de dos epigrames inclosos a l'Antologia grega. Alguns erudits pensen que es tracta de Menècrates d'Efes, un poeta i historiador esmentat per Marc Terenci Varró a de Re Rustica, però no es pot assegurar, ja que no consta l'època en la qual hauria viscut.